# تيني رويس
مارتينوس يوهانس مارية «تيني» رويس (8 مايو 1957 - 11 يناير 2025)، هو لاعب ومُدرب كرة قدم هولندي. عمل مدربًا لمنتخب الإمارات العربية المتحدة لكرة القدم ونادي العين ونادي الوحدة، وعمل في قطر مع منتخب الناشئين وقاده لكأس العالم عام 2005 في بيرو.

## وفاته
توفي رويس في 11 يناير 2025، عن عمر سبعةٍ وستين عامًا.

## روابط خارجية
- تيني رويس في أرشيف NEC باللغة الهولندية